# Husajnidzi
Husajnidzi – dynastia bejów sprawująca władzę w Tunisie w latach 1705–1957.

## Historia
Założycielem dynastii był Husajn Ibn Ali, wojskowy, poddany sułtanowi tureckiemu, który ogłosił się bejem Tunisu w 1705 roku. Formalnie jego władza zależała nadal od sułtana, faktycznie pozostawał niezależny. Husajn Ibn Ali opierał się na zislamizowanych i zarabizowanych chrześcijanach, byłych niewolnikach. Bejowie husajnidzcy rozwijali niezależne kontakty z dworami europejskimi. Znaczącymi przedstawicielami dynastii byli reformatorzy: Ahmad I oraz Muhammad II. Władcy ci reformowali państwo na wzór europejski. Władza Husajnidów została uszczuplona, gdy ustanowiony został Protektorat francuski Tunezji po zawarciu układu w Bardo 12 maja 1881 roku. Muhammad VIII przyjął w 1956 roku tytuł króla, jednak Tunezyjskie Zgromadzenie Konstytucyjne ogłosiło 15 lipca 1957 republikę.